# 이마무라 쇼헤이
이마무라 쇼헤이(일본어: 今村 昌平, 1926년 9월 15일~2006년 5월 30일)는 일본의 영화 감독이다. 칸영화제에서 황금종려상을 두차례 수상한 일본 감독으로 2006년 간암으로 사망하였다. 스즈키 세이준·오시마 나기사 등과 함께 1960년대에 일본을 대표하는 세계적인 영화감독이었다.
1958년 《도둑맞은 욕정(盜まれた欲情)》으로 데뷔하였으며 《가라유키 상》, 《돼지와 군함》, 《일본곤충기》, 《일본 전후사, 퇴물마담의 생활》등 주로 다큐멘터리적인 영화를 만들었다. 그의 영화는 작품성과 사회성이 뛰어나다는 평가가 있으며 특히 성매매 여성, 무당 등 주류 사회에서 밀려난 주변인과 하층민들의 삶을 담아내면서 사회비판적 자세를 견지했고, 일본의 군국주의를 비판하기도 했다. 요코하마 방송영화 전문학교를 설립하여 후진양성에도 힘썼다.
그의 아들인 덴간 다이스케도 영화 감독이자 각본가로 활동하고 있는데 이마무라의 영화 《우나기》 (1997년)와 《간장 선생》 (1998년), 《붉은 다리 아래 따뜻한 물》, 《2001년 9월 11일》 (2002년)의 각본을 담당하기도 했다.

## 인생
1926년, 도쿄에서 태어났으며, 아버지는 의사였다. 1951년, 와세다 대학교 제1 문학부를 졸업하고 58년에 《도둑맞은 욕정》으로 데뷔했다. 오즈 야스지로(小津安二郞)에게서 영화 수업을 받았다. 1954년에는 감독으로 인정을 받았다.
《돼지와 군함》(1961년), 《일본 곤충기》(1963년), 《인류학 입문》(1966년), 《신들의 깊은 욕망》(1968년) 등 주로 다큐멘터리적인 영화를 촬영했다.
《가라유키 상》(73년), 《간장 선생》(98년) 등을 통해 일본의 군국주의를 비판하기도 했다.

## 작품
그의 작품은 일본인의 신앙, 욕정, 충동 등을 표현해냈다.
- 《도둑맞은 욕정》 (1958년)
- 《돼지와 군함》 (1961년)
- 《일본 곤충기》 (1963년)
- 《붉은 살의》 (1964년)
- 《인류학 입문》 (1966년)
- 《신들의 깊은 욕망》 (1968년)
- 《호스티스가 말하는 일본 전후사》 (1970년)
- 《가라유키 상》 (1973년)[4]
- 《복수는 나의 것》 (1979년)
- 《나라야마 부시코》 (1983년, 칸 황금종려상)
- 《우나기》 (1997년, 칸 황금종려상)
- 《간장선생》 (1998년)
- 《붉은 다리 아래 따뜻한 물》 (2001년)